# Rough Island (Schottland)

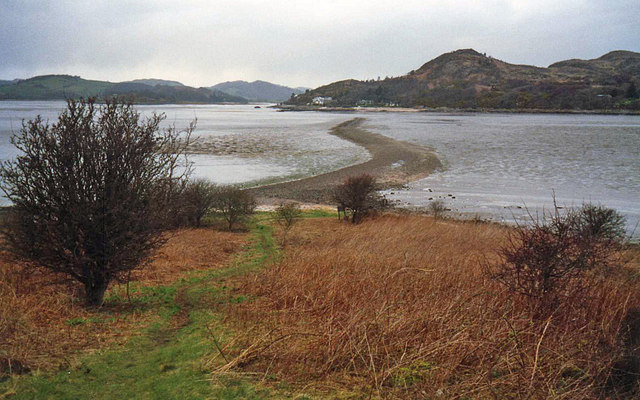
Damm zum Rough Island

Rough Island (deutsch „die raue Insel“) liegt bei Rockcliffe, südöstlich von Kippford, etwa 250 m vom Nordostufer des Rough Firth am Solway Firth in Dumfries and Galloway in Schottland.
Die kleine tropfenförmige Gezeiteninsel von 53,0 × 25,0 m im Ästuar des Urr ist etwa acht Hektar groß, bis zu 24 m hoch und bei Ebbe über einen Damm mit dem Festland verbunden. Der Damm zur Insel liegt während der Flut fünf Stunden unter Wasser.
Rough Island ist seit 1937 im Besitz des National Trust for Scotland. Die Insel ist ein Vogelschutzgebiet, das in den Monaten Mai und Juni Brutplatz für Austernfischer und Flussregenpfeifer ist, und nicht betreten werden sollte.

## Forschungsgeschichte
1787 stellte Kapitän Robert Riddell fest, dass die größere Insel von einer 1,5 bis 2,8 m dicken Trockenmauer mit Zugang auf der Ostseite umgeben war. Im Osten ist die Mauer gut erhalten und steht auf einer Höhe von 1,0 m, flankiert von runden Steintürmen. Rechts befanden sich etwa je 4,2 m voneinander entfernt vier Strukturen mit einer Größe von jeweils 10,7 × 6,6 m.
1902 folgerte Corrie aus der Trümmermenge, dass die vier inneren Strukturen nicht höher als 0,9 m waren. Die Außenwand war erheblich höher, und es gab Hinweise auf Strebepfeiler in der Nähe des Zugangs. Auf der Nordseite liegen die torfbedeckten Reste eines Gebäudes. Die einzigen Funde waren eine Feuersteinflocke und kleine Keramikfragmente, darunter eine rote Scherbe mit Raddrehung sowie zwei runde Steinkugeln.
Die Insel ist kein Crannóg, und A. E. Truckell glaubt jetzt, dass die Reste mittelalterlich sind.